# Vopnafjarðarhreppur

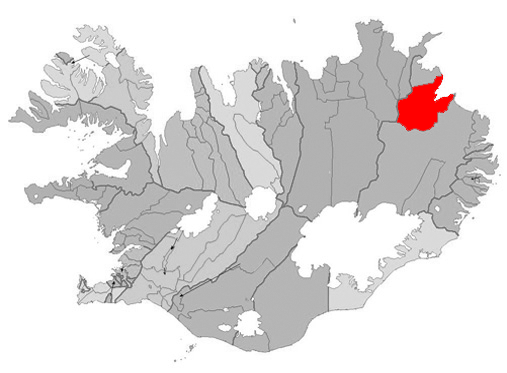
Vopnafjarðarhreppur

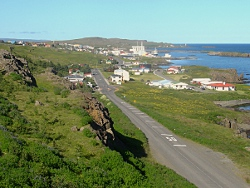
Vopnafjörður

Vopnafjarðarhreppur är en kommun i regionen Austurland på Island. Folkmängden är 660 (2019).